# اد بون
اد بون (به انگلیسی: Ed Boon) (ادوارد جان بون زاده ۲۲ فوریه ۱۹۶۴)، کارگردان، صداپیشه، برنامه‌نویس، طراح بازی‌های ویدئویی آمریکایی است که بیش از ۱۵ سال در شرکت بازی‌سازی میدوی مشغول به فعالیت بود و هم‌اکنون برای وارنر برادرز. اینتراکتیو انترتینمنت و در شرکت تابعه آن با نام ندررلم استودیوز مشغول به کار است. او بیشتر به خاطر خلق مجموعه بازی‌های مبارزه‌ای مورتال کامبت به همراه جان توبایاس شناخته شده‌است. او معمولاً به عنوان مدیر برنامه‌نویس به‌شمار می‌رود، حال آنکه توبایاس در طرف دیگر رهبر طراحی را بر عهده دارد.

## آثار
| بازی(ها)                         | تاریخ انتشار | نقش                         |
| -------------------------------- | ------------ | --------------------------- |
| مورتال کامبت                     | ۱۹۹۲         | طراح، برنامه‌نویس            |
| مورتال کامبت ۲                   | ۱۹۹۳         | طراح، برنامه‌نویس            |
| مورتال کامبت ۳                   | ۱۹۹۵         | طراح، برنامه‌نویس            |
| آلتیمت مورتال کامبت ۳            | ۱۹۹۵         | طراح، برنامه‌نویس، تهیه‌کننده |
| مورتال کامبت: تریلوژی            | ۱۹۹۶         | طراح                        |
| اسطوره‌های مورتال کامبت: ساب-زیرو | ۱۹۹۷         | سازنده                      |
| مورتال کامبت ۴                   | ۱۹۹۷         | سازنده                      |
| مورتال کامبت: گولد               | ۱۹۹۹         | رهبر پروژه                  |
| د گرید                           | ۲۰۰۰         |                             |
| مورتال کامبت: اتحاد مرگبار       | ۲۰۰۲         | طراح، برنامه‌نویس، رهبر تیم  |
| مورتال کامبت: نیرنگ              | ۲۰۰۴         | طراح، برنامه‌نویس            |
| مورتال کامبت: راهبان شائولین     | ۲۰۰۵         | مدیرتولید                   |
| مورتال کامبت: آرماگدون           | ۲۰۰۶         | مدیرتولید                   |
| مورتال کامبت علیه دنیای دی‌سی     | ۲۰۰۸         |                             |
| مورتال کامبت                     | ۲۰۱۱         | رهبر گروه                   |
| بی‌عدالتی: خدایان میان ما         | ۲۰۱۳         | رهبر گروه، مدیرتولید        |
| مورتال کامبت اکس                 | ۲۰۱۵         | کارگردان                    |
| بی‌عدالتی ۲                       | ۲۰۱۷         | کارگردان                    |
| مورتال کامبت ۱۱                  | ۲۰۱۹         | کارگردان                    |